# 馬喰町 (名古屋市)
馬喰町（ばくろちょう）は、愛知県名古屋市西区の地名。現在の新道一丁目・浅間二丁目・押切一丁目の各一部に相当する。

## 地理
東は新道町、西は菊井町、南は新道町、北は押切町に接していた。

## 歴史

### 町名の由来
押切村の馬喰町と美濃路を挟んで南に位置したことに由来する。馬喰町自体の由来は、馬喰（伯楽）の居住地であったことによるという。前身のひとつである炮烙町については、由来は不明であるが、西飴屋町の別名があったという。

### 沿革
- 江戸時代 - 名古屋村の一部として、大代官所支配炮烙町として所在[5]。
- 明治初年 - 愛知郡名古屋村の一部により、愛知郡南馬喰町が成立[2]。
- 1878年（明治11年）12月28日 - 名古屋村南馬喰町・炮烙町より名古屋区馬喰町として成立[6]。
- 1889年（明治22年）10月1日 - 名古屋市成立に伴い、同市馬喰町となる[6]。
- 1901年（明治34年）4月17日 - 下名古屋の一部を編入[6]。
- 1908年（明治41年）4月1日 - 西区成立に伴い、同区馬喰町となる[6]。
- 1932年（昭和7年） - 一部が菊井通に編入される[1]。
- 1934年（昭和9年）7月15日 - 菊井通の一部を編入[6]。
- 1981年（昭和56年）8月23日 - 住居表示の実施に伴い、大部分が西区新道一丁目・浅間二丁目、一部が押切一丁目に編入され、消滅[7]。